# Potanino (Buriacja)
Potanino (ros. Потанино) – osiedle w Rosji, w Buriacji, w rejonie biczurskim. W 2010 liczyło 978 mieszkańców.